# Angélica Gorodischer
Angélica Gorodischer (Buenos Aires, 28 luglio 1928 – Rosario, 5 febbraio 2022) è stata una scrittrice argentina, considerata una delle tre voci femminili più importanti della fantascienza in America Latina insieme alla spagnola Elia Barceló e la cubana Daína Chaviano. I suoi libri appartengono comunque a un'ampia varietà di generi, tra cui fantasy, crimine e storie con una prospettiva femminista.

## Biografia
Gorodischer è nata a Buenos Aires il 28 luglio 1928. I suoi genitori, il commerciante Fernando Félix Arcal e la poetessa Angélica de Arcal, sposati nel 1924, si erano infatti trasferiti da Rosario a Buenos Aires dove nel 1931 nacque anche sua sorella Ana María. Nel 1936 la famiglia tornò a Rosario. Lei ha vissuto a Rosario dall'età di otto anni e questa città è apparsa molto frequentemente nelle sue opere: nel 2007 il Comune di Rosario le ha conferito il titolo di "cittadina illustre". Circondata dai libri, già da bambina voleva fare la scrittrice. Ha studiato alla Scuola Normale n. 2 per Insegnanti di Rosario. Alla Facoltà di Filosofia e Lettere dell'Università Nazionale del Litorale iniziò a intraprendere una carriera, che abbandonò per dedicarsi alla famiglia. Ha lavorato come bibliotecaria presso una casa editrice medica.
Nel 1964 vinse un concorso della rivista Vea y Lea con il romanzo poliziesco "In estate, durante la siesta e con Martina". Nel 1988 le venne assegnata una borsa di studio Fulbright, grazie alla quale partecipò all'International Writing Program presso l'Università dell'Iowa . Nel 1991, sempre con una borsa di studio Fulbright, insegnò alla University of Northern Colorado.
Ha anche organizzato tre simposi sulla creatività delle donne a Rosario, la città in cui ha vissuto: il primo, sotto il titolo "International Meeting of Women Writers" nel 1998, il secondo nel 2000 e il terzo nel 2002. Ha tenuto più di 350 conferenze, soprattutto sulla letteratura fantastica e sulla scrittura femminile. Inoltre, dal 1967 è stata membro di giurie di vari premi letterari in Argentina e in altri paesi.

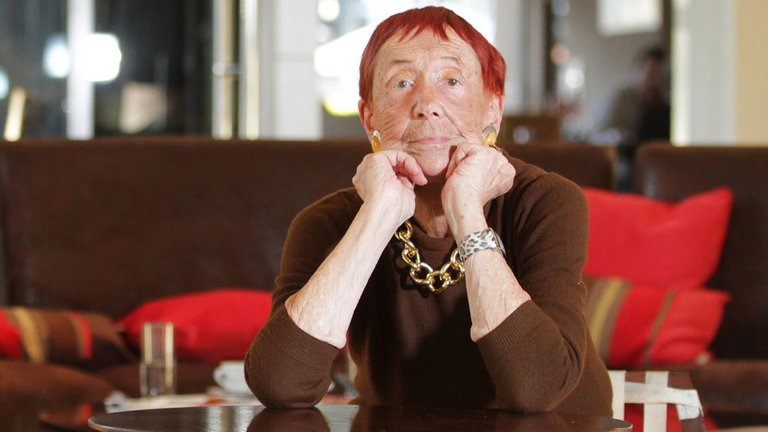
Angélica Gorodischer nel 2020

Nel mondo anglofono Gorodischer potrebbe essere meglio conosciuta per Kalpa Imperial (in Argentina il volume 1 è apparso nel 1983 ed entrambi i volumi nel 1984). La sua traduzione in inglese è stata effettuata nel 2003 dall'autrice di narrativa statunitense Ursula K. Le Guin. Una raccolta di racconti descrive in dettaglio la storia di un vasto impero immaginario attraverso novelle di fantasia, favola e allegori. Una parte dell'opera è apparsa come racconto nell'antologia americana Starlight 2.
Ha anche prodotto molte opere prima di Kalpa Imperial, comprese le raccolte Opus dos [Opus due, 1967], Bajo las jubeas en flor [Under the Flowering Jubeas, 1973] e Casta Luna Electrónica [Chaste Electric Moon, 1977]. Era un'autrice di fantascienza nota per il suo lavoro sulle differenze di potere tra uomini e donne. Si è concentrata sui pro e contro delle persone al potere e ha scritto di governanti corrotti.
Gorodischer è stata autrice di due racconti narrativa poliziesca. Il suo personaggio da detective è una nobildonna che si impegna con riluttanza nel mondo degli intrighi internazionali. Ha fatto il suo debutto letterario nel 1985 nel breve racconto di fantasia intitolato Floreros de alabastro, alfombras de Bokhara, riapparendo poi in forma diversa in Jugo de mango (1988).
Nel 2011 ha scritto Treatment Diary, in cui fa riferimento alla sua lotta contro il cancro che l'ha afflitta.
È morta il 5 febbraio 2022, all'età di 93 anni, in casa, proprio come aveva sempre desiderato.

## Vita privata
Era sposata con Sujer Gorodischer, nato il 29 ottobre 1927 e morto quasi due anni prima di lei, il 9 gennaio 2020.

## Opere
- Cuentos con soldados, Santa Fe, Premio Club del Orden, 1965 (storie)
- Opus dos , Buenos Aires, Ediciones Minotauro, 1967 (romanzo)
- Le parrucche, Buenos Aires, Editorial Sudamericana, 1968 (racconti)
- Bajo las jubeas en flor, Buenos Aires, Ediciones De La Flor, 1973 (storie)
- Casta luna electronica, Buenos Aires, Ediciones Andrómeda, 1977 (storie)
- Trafalgar, El Cid Editor, Buenos Aires, 1979 (storie)
- Kalpa imperiale, Buenos Aires: Ediciones Minotauro, 1983. (storie)
- Mala noche y parir hembra, Buenos Aires, Ediciones La Campana, 1983 (racconti)
- Floreros de alabastro, alfombras de Bokhara, Lyndhurst, New York, Lectorum Publications, 1985 (romanzo)
- Jugo de mango, Buenos Aires, Emecé Editores, 1988 (novella)
- Las repúblicas, Buenos Aires, Ediciones de la Flor, 1991 (storie)
- Fabula de la virgen y el bombo, Buenos Aires, Editiones de la Flor, 1993 (romanzo)
- Mujeres de palabra, San Juan, Università di Puerto Rico Press, 1994
- Prodigio, Barcellon,: Ed. Lumen, 1994 (romanzo)
- Tecniche di sopravvivenza, Rosario, Ed. Rosario municipale, 1994 (storie)
- La notte dell'innocente, Buenos Aires, Emecé Editores, 1996 (romanzo)
- Cómo triunfar en la vida, Buenos Aires, Emecé, 1998 (storie)
- "La fine di una dinastia". Capitolo da Kalpa Imperiale. Tradotto da Ursula K. Le Guin. In Luce stellare 2. A cura di Patrick Nielsen Hayden. New York, Tor, 1999
- Menta (1. ed.), Buenos Aires, Emecé Editores, 2000 ISBN 978-950-04-2187-4
- Tumba di giaguari, Buenos Aires, Emecé Editores, 2005 (romanzo)
- A la tarde, cuando llueve, Buenos Aires, Emecé, 2007 ISBN 978-950-04-2913-9
- Tres colores, Buenos Aires, Emecé, 2008 ISBN 978-950-04-3022-7
- La camera oscura. Buenos Aires, Emecé Editores, 2009 ISBN 978-950-04-3184-2